# روجر مورتيمر

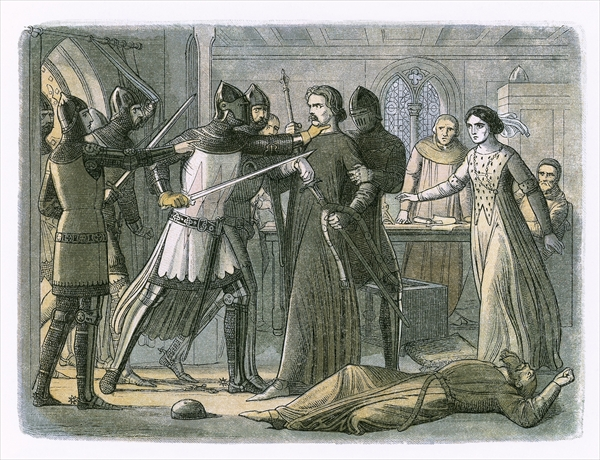
لوحة تشكيلة عن روجر مورتيمر

 روجر دي مورتيمر  (25 أبريل 1287 - 29 نوفمبر 1330) بارون وإيرل إنجليزي، كان الحاكم الفعلي من لإنجلترا لمدة ثلاث سنوات، بعد أن قاد تمردًا ناجحًا ضد الملك إدوارد الثاني. أطاح به إدوارد الثالث ابن إدوارد الثاني. كان مورتيمر أيضًا عشيقًا لإيزابيلا زوجة إدوارد الثاني، التي ساعدته في خلع وقتل زوجها. وبعد أن أدين باغتصاب السلطة الملكية وغيرها من الجرائم، أعدم مورتيمر شنقًا في تيبرن.

## النشأة
مورتيمر هو حفيد كل من روجر مورتيمر، بارون مورتيمر الأول، ومود دي براوز، بارونة مورتيمر، وُلد في قلعة ويغمور في هيرفوردشاير في إنجلترا، وكان المولود الأول لكل من إدموند مورتيمر، بارون مورتيمر الثاني، ومارغريت فاينز. وُلد في 25 أبريل 1287، وتحديدًا في يوم عيد القديس مارك، الذي يُعد من الأيام المشؤومة. اشترك في عيد مولده مع إدوارد الثاني ملك إنجلترا، وكان لهذا أهمية في وقت لاحق من حياته. كان إدموند مورتيمر الابن الثاني في العائلة، وكان معدًا للأوامر البسيطة والأعمال المكتبية، لكنه استُدعي من جامعة أكسفورد ونُصب وريثًا للعرش. أُرسل مورتيمر بعيدًا عن وطنه عندما كان ولدًا يافعًا لينشأ في بيت عمه الجبار، روجر مورتيمر دي شيرك. حمل عمه الرأس المقطوع لملك ويلز، ليولين أب غروفد، إلى الملك إدوارد الأول في 1282.
حضر مورتيمر حفل تتويج الملك إدوارد الثاني في 25 فبراير 1308 وحمل منضدة محملة بالأرواب الملكية في مسيرة حفل التتويج.

## الزواج
خُطب مورتيمر، كحال كثير من أطفال النبلاء في ذلك الوقت، في عمر مبكر لجوان دي جينفيل (وُلدت في 1286)، وهي ابنة السير بيرز دي جينفيل في قلعة تريم ضمن مدينة لودلو. تزوجا في 20 سبتمبر 1301 عندما بلغ عمره 14 سنة. وُلد طفلهم الأول في 1302. 
اكتسب مورتيمر من خلال زواجه العديد من الممتلكات في منطقة الويلش مارتشيز، ومن ضمنها قلعة لودلو المهمة التي أصبحت المعقل الرئيس لعائلة مورتيمر، بالإضافة إلى عقارات ونفوذ كبير في أيرلندا. مع ذلك، لم تكن جوان دي جينفيل وريثة في الوقت الذي تزوجت فيه من مورتيمر. حوّل جدها جيوفري دي جينفيل -في الثمانين من عمه في 1308- أغلب لوردياته إلى مورتيمر وتقاعد بعد ذلك وتوفي في 1314، فخلفته جوان بارونة جينفيل الثانية. نقل جيوفري خلال حياته الكثير مما تبقى من إرثه -مثل كينليس- إلى ابنه الأصغر سيمون دي جينفيل، الذي أصبح بدوره بارونًا لكولمولن بفضل زواجه من جوانا فيتزليون. خلف مورتيمر لهذا السبب الجزء الشرقي للوردية ميث، التي تتمركز في تريم وتتحصن في قلعة تريم. مع ذلك، لم يخلف في لوردية فينغال.

## المغامرات العسكرية في أيرلندا وويلز
انتهت طفولة مورتيمر نهاية مفاجئة بعد إصابة والده بجراح مميتة في اشتباكات في بيلث ويلز في يوليو 1304. وضع الملك إدوارد الأول مورتيمر تحت وصاية بير غافيستون، إيرل كورنوول الأول. ونصّب الملك إدوارد مورتيمر فارسًا ومُنح استحقاقه الكامل من الإرث، وذلك في حفل ضخم في دير ويستمنستر في 22 مايو 1306 بحضور 259 شخصًا.
بدأت حياة البلوغ لديه جديًا في 1308، عندما ذهب إلى أيرلندا بنفسه لفرض سلطته. تسبب هذا بنشوب صراع مع دي لاسي، الذين دعموا إدوارد بروس، شقيق روبرت بروس ملك سكوتس. عُين مورتيمر كلورد ملازمًا لأيرلندا من قبل الملك إدوارد الثاني في 23 نوفمبر 1316. أبعد مورتيمر بروس إلى مدينة كاريكفرجس ودي لاسي إلى محافظة كوناكت، وأنزل أشد أنواع الانتقام على أتباعهم أينما وُجدوا، وذلك بعد فترة قصيرة من تسلمه قيادة جيش كبير القوام. عاد إلى إنجلترا وويلز في 1318 وانشغل بعد ذلك عدة سنوات بسبب النزاعات البارونية التي دارت في حينها على الحدود الويلزية.

## غزو إنجلترا وهزيمة إدوارد الثاني
انتشرت فضيحة العلاقات بين إيزابيلا ومورتيمر، ما أجبرهما على الانسحاب من بلاط الملكية الفرنسية والتوجه إلى مقاطعة فلاندرز، وتحصلا هناك على مساعدة الكونت ويليام كونت هينو لغزو إنجلترا، وذلك على الرغم وصول إيزابيلا من بونتيو قبل إبحار الأسطول بفترة قصيرة. رسوا في نهر أورويل في 24 سبتمبر 1326، ورافقهم كل من الأمير إدوارد وهنري إيرل لانكستر. انتفضت لندن دعمًا للملكة، وهرب إدوارد باتجاه الغرب وطورد من قبل الملكة ومورتيمر. أُخذ الملك سجينًا في 16 نوفمبر، وذلك بعد أن هام بلا حول ولا قوة في ويلز لعدة أسابيع، وأجبر على التنازل عن عرشه لصالح ابنه. حُكمت البلاد من قبل مورتيمر وإيزابيلا، على الرغم من تتويج إدوارد الثالث ملكًا لإنجلترا في 25 يناير 1327. مات الملك إدوارد الثاني في الحبس في 21 سبتمبر من السنة ذاتها. دارت العديد من مواضيع نظريات المؤامرة حول الموت المريب لإدوارد الثاني، وتضمنت هذه النظريات قتل الملك من قبل رجال مورتيمر، لكن لم تثبت صحة أي من هذه النظريات.

## الأحفاد الملكيون
يُشكل مورتيمر سلفًا لآخر ملوك إنجلترا المنحدرين من عائلة بلانتاجانت من الملك إدوارد الرابع إلى ريتشارد الثالث، وذلك عبر ابنه السير إدموند مورتيمر. يُشكل إيرل مارس سلفًا لهنري الثامن ملك إنجلترا وجيمس الخامس ملك اسكتلندا، وبذلك يكون سلفًا لجميع الملوك اللاحقين من الاسكتلنديين والإنجليز والبريطانيين، وذلك عن طريق إيليزابيث يورك ابنة إدوارد الرابع.

## في الأعمال الأدبية
يظهر مورتيمر في مسرحية إدوارد الثاني للكاتب المسرحي كريستوفر مارلو (في 1592 تقريبًا) بالإضافة إلى ظهوره في مسرحية حياة إدوارد الثاني ملك إنجلترا (1923). مثّل نايجل تيري شخصية مورتيمر في فيلم إدورد الثاني (1991) المستند إلى مسرحية مارلو.
يظهر مورتيمر شخصية في سلسلة من الروايات التاريخية المكتوبة من قبل الكاتب موريس دريون، وهي الملوك الملعونون. مثّل كلود جيرو شخصية مورتيمر في المسلسل القصير المقتبس من الروايات في 1972، ومثّل برونو تودستشيني شخصيته في المسلسل المشتق من سلسلة الروايات ذاتها في 2005. لعب هانيس جينيك دور مورتيمر في المسلسل القصير عالم بلا نهاية.